# هنري ستومل
كان هنري «هانك» ميلسون ستومل (بالإنجليزية: Henry "Hank" Melson Stommel)‏ (وُلد في 27 سبتمبر 1920 وتُوفي 17 يناير 1992) مساهماً رئيسياً في مجال علم المحيطات الفيزيائي. وابتداءً من أربعينيات القرن العشرين، طرح نظريات حول أنماط دوران المحيطات العالمية وسلوك تيار الخليج الذي يشكل أساس علم المحيطات الفيزيائية اليوم. كان ستومل معترفاً به على نطاق واسع كواحد من أهم علماء المحيطات الأكثر نفوذاً وإنتاجية في عصره، وكان منظّرًا رائدًا ومراقبًا مسافراً بحرياً.

## بيبليوغرافيا
- Science of the Seven Seas, Cornell Maritime Press, 1945.
- The Gulf Stream; A Physical and Dynamical Description, Second Edition, University of California Press, 1972. (ردمك 0-520-01223-2)
- Lost Islands: The Story of Islands That Have Vanished from Nautical Charts, University of British Columbia Press, 146 pages, 1984. (ردمك 0-7748-0210-3)
- "A view of the sea: A Discussion between a Chief Engineer and an Oceanographer about the Machinery of the Ocean Circulation", Princeton University Press, 184 pages, 1987. (ردمك 0-691-08458-0). This book has been translated into Chinese (Simplified) by Shanghai Scientific & Technological Education Publishing House, 2001. (ردمك 7-5428-2738-3)
- An Introduction to the Coriolis Force (with Dennis W. Moore), Columbia University Press, 297 pages, 1989. (ردمك 0-231-06637-6)

## الوصلات الخارجية
- Biography at The National Academies Press
- Biography at Woods Hole Oceanographic Institution